# 본조통감
본조통감(일본어: 本朝通鑑 ほんちょうつがん[*])은 일본 에도 막부(江戸幕府) 초기에 한문(漢文)으로 편찬된 편년체(編年体) 역사서이다. 간분(寛文) 10년(1670년)에 성립되었다. 전326권.

## 내용
에도 막부의 수사(修史) 사업으로써 린케(林家)의 하야시 라잔(林羅山) - 하야시 가호(林鵞峯, 슌사이春斎) 부자를 중심으로 편찬되었다. 제요(提要) 30권, 부록(附録) 5권, 전편(前編) 3권(신대神代), 정편(正編) 40권(「본조편년록」에 토대를 둔 것이 정편으로, 진무 천황에서 우다 천황까지를 다루었다), 속편(続編) 230권(다이고 천황에서 고요제이 천황까지), 국사관일록(國史館日録) 18권 등, 전 326권으로 구성된 일본 통사(通史)이다.
신대(神代)로부터 고요제이 천황(後陽成天皇, 재위 1586-1611) 때까지를 기록하고 있다. 윤리적인 판단을 피하고 사실을 기록한다는 방침으로 편찬되었다고 한다.
에도 막부 3대 쇼군 도쿠가와 이에미쓰(徳川家光)의 시대의 수사 작업으로 하야시 라잔이 편찬했던 《본조편년록》(本朝編年録)은 쇼호(正保) 원년(1644년)에 막부에 바쳐졌으나, 메이레키(明暦) 3년(1657년)에 있었던 메이레키 대화재(明暦の大火)로 소실됐다. 간분 2년(1663년) 10월, 쇼군 이에쓰나(家綱)의 상의(上意)로써 하야시 가호에게 편년록의 완성을 명하였으며, 이듬해 8월에 막부 로주(老中)들의 연서봉서(連署奉書)로 막부의 허가가 떨어져서, 시노부가오카(忍岡)의 하야시 가문 저택에서 편찬이 개시되었다. 일본에서는 엔기(延喜) 연간 이후의 정사(正史)가 없어 사료 수집 등의 사업이 난항을 겪었는데, 이듬해인 간분 4년에 하야시 가호는 로주 사카이 다다키요(酒井忠清)에게 옛 기록의 수집 등의 필요한 원조를 요청하였다. 7월에는 나가이 나오쓰네(永井尚庸)가 부교(奉行)로 임명되어 여러 다이묘(大名)들이나 조정, 지샤(寺社) 등에 소장되어 있던 여러 가지 기록들에 대한 제출이 명해졌다. 8월에는 하야시 가문 저택에서 막부의 비용으로 편찬소로써 국사관(国史館, 홍문원弘文院)이 세워졌으며, 본격적으로 편찬 사업으로써 진행되었다.
편찬 기간 중인 간분 2년(1662년) 중국에서는 후대에 이른바 명청교체기라 불리는 대변혁이 일어났는데, 에도 막부의 수사 사업에도 영향을 주었다고 한다. 본서의 이름은 원래 본조편년록이었으나, 중국 송(宋)의 사서 자치통감(資治通鑑)을 본따서 본조통감(本朝通鑑)이라고 변경하게 되었다고 한다. 편찬에 착수하고 7년, 간분 10년(1670년)에 책은 완성되었고, 6월에는 중서본(中書本)이 쇼군가에 제출되었다. 청서본(清書本)은 에도의 막부 도서관인 모미지야마 문고(紅葉山文庫)와 초대 쇼군 도쿠가와 이에야스의 사당인 닛코 동조궁(日光東照宮)에 바쳐졌다.

## 오태백설과의 관계
미토번(水戸藩)의 번주 도쿠가와 미쓰쿠니(徳川光圀)는 이 책에 「천황의 선조는 오(呉)의 태백(太伯)이다」라는 기술이 있는 것을 발견하고 분개하여, 이에 대해 반박하고자 미토 번 독자의 수사 사업을 일으켰고 그것이 곧 《대일본사》(大日本史)였다, 라는 전설이 있다. 하지만 현행 《본조통감》에는 그러한 기술은 존재하지 않는다.
이 전설은 미토 번사였던 안도 다메아키(安藤為章)의 《연산기문》(年山紀聞)에 처음으로 보이며 후지타 유코쿠(藤田幽谷)의 《수사시말》(修史始末) 등에 의해 널리 퍼졌으며, 미토 번에서는 사실로써 널리 믿어져왔다. 1890년(메이지 23년) 2월, 구사타 히로시(日下寛)는 사학잡지(史学雑誌)에 논문 「본조통감고」(本朝通鑑考)를 발표했고, 현행 《본조통감》에는 그러한 기술이 보이지 않는 점, 나아가 하야시 가호가 간분 9년(1669년)에 《본조통감》 신대기 발문 속에 태백설을 채용하지 않았음을 명기하고 있다는 점 등을 들어서 이 설을 부정하였다. 이에 대해 나이토 야스쥬(内藤燦聚) ・ 나이토 치소(内藤耻叟) ・ 구리타 히로시(栗田寛) ・ 기무라 마사코토(木村正辞) 등으로부터 현행 《본조통감》에 해당하는 기술이 보이지 않는 것은 도쿠가와 미쓰쿠니의 비판으로 그 부분을 삭제했기 때문이다, 라는 반론을 제기하였다. 한편 구리타 모토쓰구(栗田元次) ・ 하나미 사쿠미(花見朔己) ・ 미우라 히로유키(三浦周行) ・ 기요하라 사다오(清原貞雄) 등은 구사타의 설을 지지하였다.
1940년(쇼와 15년) 마쓰모토 아야오(松本純郎)는 선행 연구를 정리하는 가운데 하야시 가호의 일기인 《국사관일록》에 보이는 한 《본조통감》이 어느 시점에서든 개정된 흔적은 없으며, 삭제설은 성립되기 어렵다는 점, 안도 다메아키가 미토 번에 출사한 것은 조교(貞享) 3년(1686년)이고 그것도 연대기문 본문의 추정 성립 연대는 겐로쿠(元禄) 13년(1700년)부터 쇼토쿠(正徳) 5년(1715년)까지의 사이, 다시 말해 본조통감이 완성되었던 간분 10년(1670년)보다도 30년이나 이후의 것으로 신빙성이 낮다는 점을 지적하고, 이 전설은 사실로 인정할 수 없다고 하였다.
하야시 라잔 ・ 가호 부자가 오태백설을 긍정적으로 보았던 것은 사실이지만, 그것은 어디까지나 개인적인 견해였을 뿐이고, 막부의 공적인 수사 사업인 《본조통감》에 있어서는 아무래도 이 설을 채용할 수 없었을 것으로 여겨지고 있다.

## 본조통감과 동국통감
《본조통감》은 전반적으로 중국의 사서들을 참고해 관련 기사를 보충하였으며, 드문드문 한국의 기록들도 참고 자료로써 활용하였다. 《본조통감》 인용서목(引用書目)의 화한(華韓) 한서부(韓書部)에는 《본조통감》과 마찬가지로 《자치통감》을 본따 편찬된 조선 초기의 역사서 《동국통감》(東國通鑑)을 위시하여 《동국여지승람》(東國輿地勝覽), 《동문수》(東文粹), 《포은집》(圃隱集), 《양촌문집》(陽村文集), 《무릉잡고》(武陵雜稿), 《목은집》(牧隱集), 《진산세고》(晉山世稿), 《하서집》(河西集), 《모재집》(慕齋集), 《점필재문집》(佔畢齋文集), 《도은집》(陶隱集), 《회재집》(晦齋集), 《노포당집》(老圃堂集), 《고사촬요》(攷事撮要), 《필원잡기》(筆苑雜記) 등이 인용 도서로써 이름이 수록되어 있다.
이러한 대부분의 한서(韓書)는 임진왜란 시기 일본에 유입된 것으로, 《동국통감》의 경우 1667년 미토 번주 미쓰쿠니의 주도로 교토 송백당에서 목판본으로 간행되면서 에도 시대 학자들에게 널리 읽히게 되었고 《본조통감》 이래 일본에서 제1의 조선 사서로 널리 이용되기 시작하였다. 《본조통감》  닌토쿠(仁德) 85년과 니추(履中) 6년조에 중복되어 실린 백제 아신왕(阿莘王)과 전지왕(腆支王) 두 군주의 왕위 계승 기록의 경우 《일본서기》의 표기인 아화(阿花), 직지(直支) 외에도 《동국통감》에서의 표기인 아화(阿華, 아신의 오기)와 전지(腆支)가 함께 실렸으며, 니추키 바로 앞의 닌토쿠 85년조 본문에서 아신왕의 태자 전지가 왜(일본)에 질자로 갔다는 것, 아신왕의 사후 태자 전지가 미처 귀국하지 않은 사이에 전지왕의 막내동생인 설례(碟禮)가 훈해(訓解)를 죽이고 왕이 되려다 진압되었다는 기사 또한 《일본서기》에는 보이지 않는 것으로써 《동국통감》을 통해 본문에 보충해 놓았으며, 《일본서기》에 등장하는 아신왕(아화왕)-전지왕(직지왕)의 왕위 계승 기사는 본문이 아닌 저서(低書)로 한 단을 낮추어 부기해 놓았다(《일본서기》를 따른다면 아신왕과 태자 전지의 왕위 계승 기사는 닌토쿠 조가 아니라 그 앞시대인 오진 조에 기록되어야 한다). "전지왕의 이름에서 전(腆)을 또는 영(映)이라고도 한다"는 분주 역시 《동국통감》을 참조한 것이다.
찬자 하야시 가호는 《본조통감》의 니추 말년의 분주에서 "무릇 《동국통감》에 기록된 본국과 삼한의 통교 혹 전쟁은 국사(國史, 《일본서기》)와 부합하지 않는 것이 많다."는 의견을 적어 놓았다. 실제 역사에서 근초고왕 이후 구이신왕까지 《일본서기》의 백제 왕대 기록은 《동국통감》(및 본서가 원사료로 삼았을 《삼국사기》)과 비교해 2주갑의 차이가 나고 따라서 이 시기 백제와 왜의 교류 기록을 《동국통감》을 따라 기록하자면 모두 그 연대가 하향 조정되어야 함에도, 그렇게 될 경우 정작 일본의 '국사'이자 '정사'인 《일본서기》의 체계가 해체될 수도 있는 부담이 따르기에, 이 점을 감안해 《본조통감》에서 《일본서기》와 《동국통감》의 기록 차이를 니추 말년조에 일괄 언급한 것이라고 이해되고 있다.

### 설명
1. ↑  《본조통감》에서 저서는 본문과 다른 이설(異說)이나 찬자의 견해를 부기하는 데 이용되었다(박대재 「『본조통감』의 상대(上代) 기년(紀年)과 외국 사서의 수용」, 동북아역사논총 64호(2019년 6월), 25쪽). 본서의 범례에 따르면 일이 괴탄하여 비록 믿을 수 없다고 하더라도 사람들 입에 회자되는 것은 '저서(低書)'하여 각 단의 끝에 따로 기록하였다고 한다. 기록의 내용에 의문이 있는 속설(俗說)은 본문과 구분해 한 칸 내려쓰는 저서의 형식으로 부기한 것이다. 저서는 역사 인식의 합리성을 존중하면서도 고전(古傳)을 완전히 버리지 못한 당시로서는 어쩔 수 없는 절충된 서술 형식이었다(坂本太郞, 1958, 『日本の修史と史學』, 至文堂(박인호·임상선 역, 1991, 『일본사학사』, 첨성대, 146쪽).
2. ↑  전지왕이 왜에 인질로 온 닌토쿠 85년은 백제 아신왕 6년(397), 아화왕이 사망한 니추 6년은 아신왕 14년(405)에 각각 비정되었는데, 《일본서기》에 따르면 아화왕은 오진(應神) 16년에 사망했고, 그 기년에 따르면 서기 285년에 해당하며, 285년과 405년은 모두 을사년(乙巳年)으로 간지상 정확히 2주갑(120년) 차이가 난다. 이는 현대 일본서기 연구에서 유랴쿠 천황(雄略天皇) 말년, 즉 5세기 후반 이전의 일본 천황들에 대한 기록이 실제보다 이주갑 연대가 끌어올려져서 기록되었다는 이주갑인상설과도 맥이 닿아 있다(한편 《본조통감》과 비슷한 시기에 편찬된 《대일본사》에서는 아신왕-전지왕 왕위 계승 기사의 연대 비정에 있어서 《일본서기》를 그대로 좇아 아신왕에서 전지왕으로의 왕위 계승 기사를 오진 16년조에 기록하였고, 니추 6년조에서는 전혀 언급하지 않고 있다).

## 참고 문헌
- 尾藤正英 『元禄時代』 小学館〈日本の歴史 第19巻〉、1975年8月10日、186-213頁。ISBN 4-09-621019-6。
- 藤實久美子「『本朝通鑑』編集と史料収集」『史料館研究紀要』30、国文学研究資料館史料館、1999
- 松本純郎 「本朝通鑑に於ける泰伯論の問題」 『水戸学の源流』 朝倉書店、1945年5月20日、64-90頁。 - 初出『歴史地理』第76巻第4号（日本歴史地理学会、1940年10月）。
- 水戸市史編さん委員会編 『水戸市史 中巻（一）』 水戸市役所、1968年8月20日。